# ウクライナ国立チェルノブイリ博物館
国立チェルノブイリ博物館（こくりつチェルノブイリはくぶつかん、ウクライナ語: Національний музей Чорнобиль）は、チェルノブイリ原子力発電所事故6周年にあたる1992年4月26日、キーウの中心街に開設された博物館である。
1996年に国立博物館として登録された。2006年6月30日、麻生太郎外務大臣が視察している。日本政府は2009年、同館への74000米ドルの資金援助を決定した。
事故当時の状況や被害の規模に関する資料のほかに、広島や長崎の原爆被害を伝える展示がある。
2011年3月の福島第一原子力発電所事故後、被災した福島県へのメッセージを示すオブジェが入口近くに設けられた。2013年6月-12月には「福島展」の開催が予定されている。

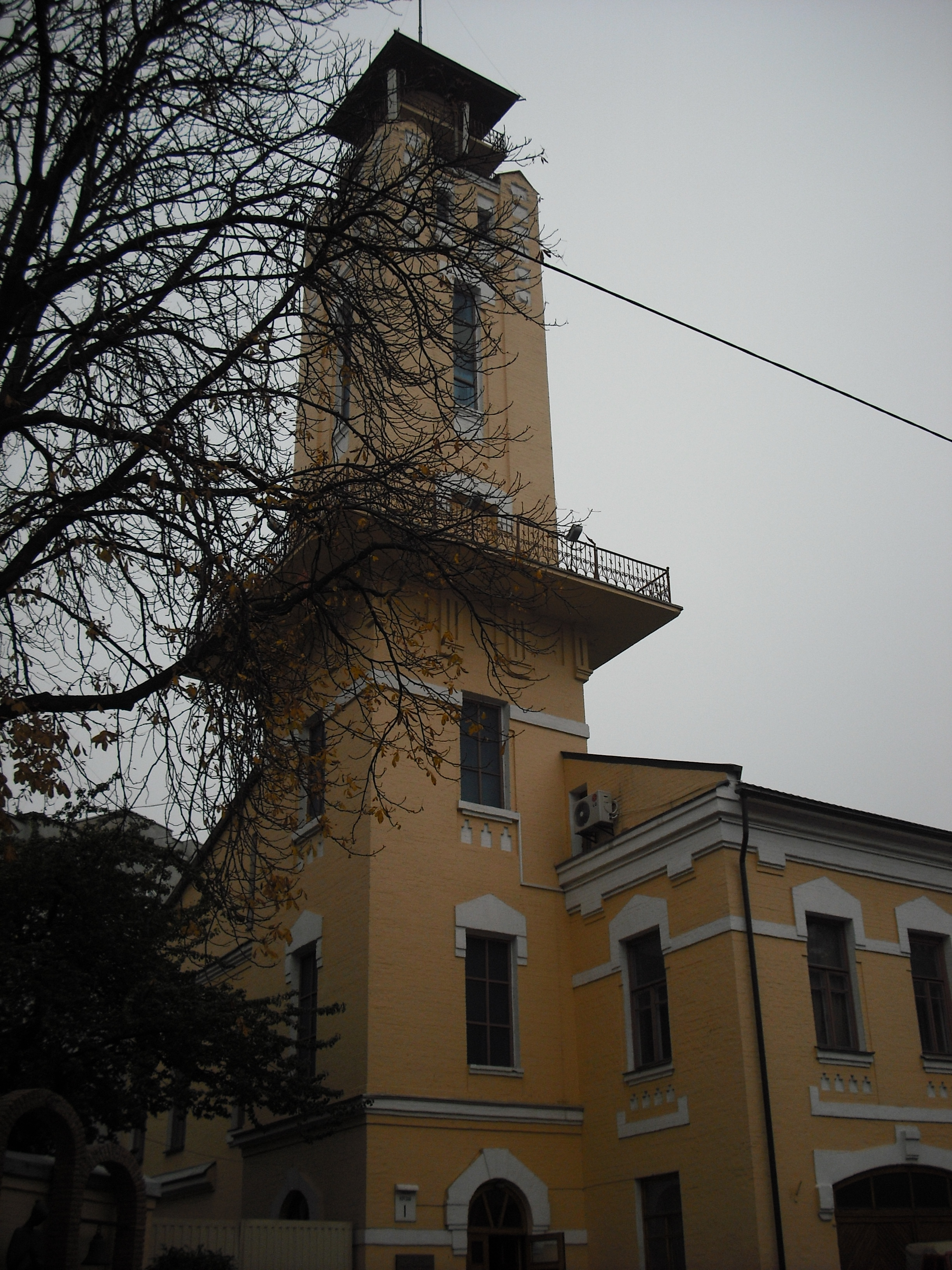
建物外観
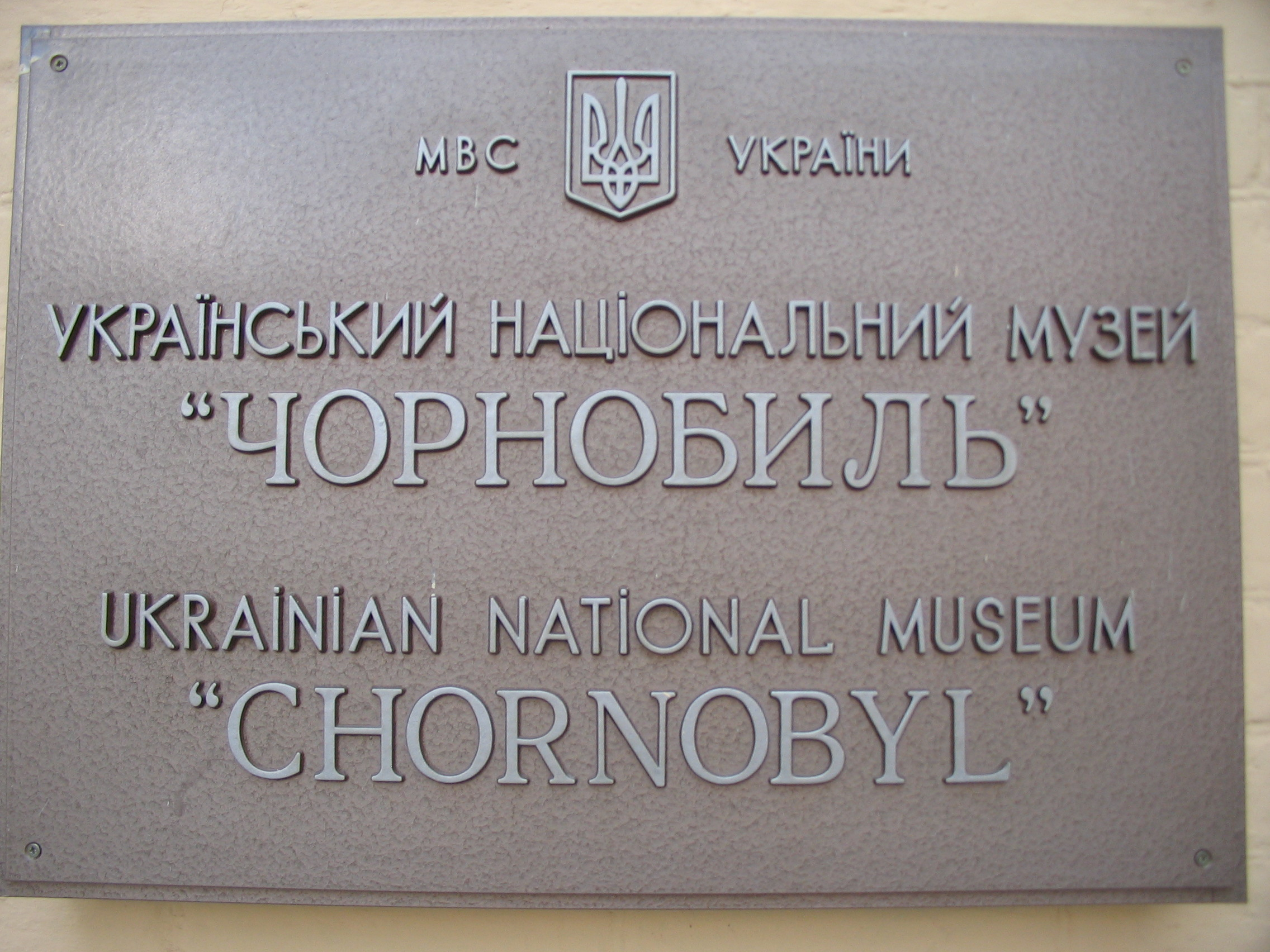
入口脇の表札
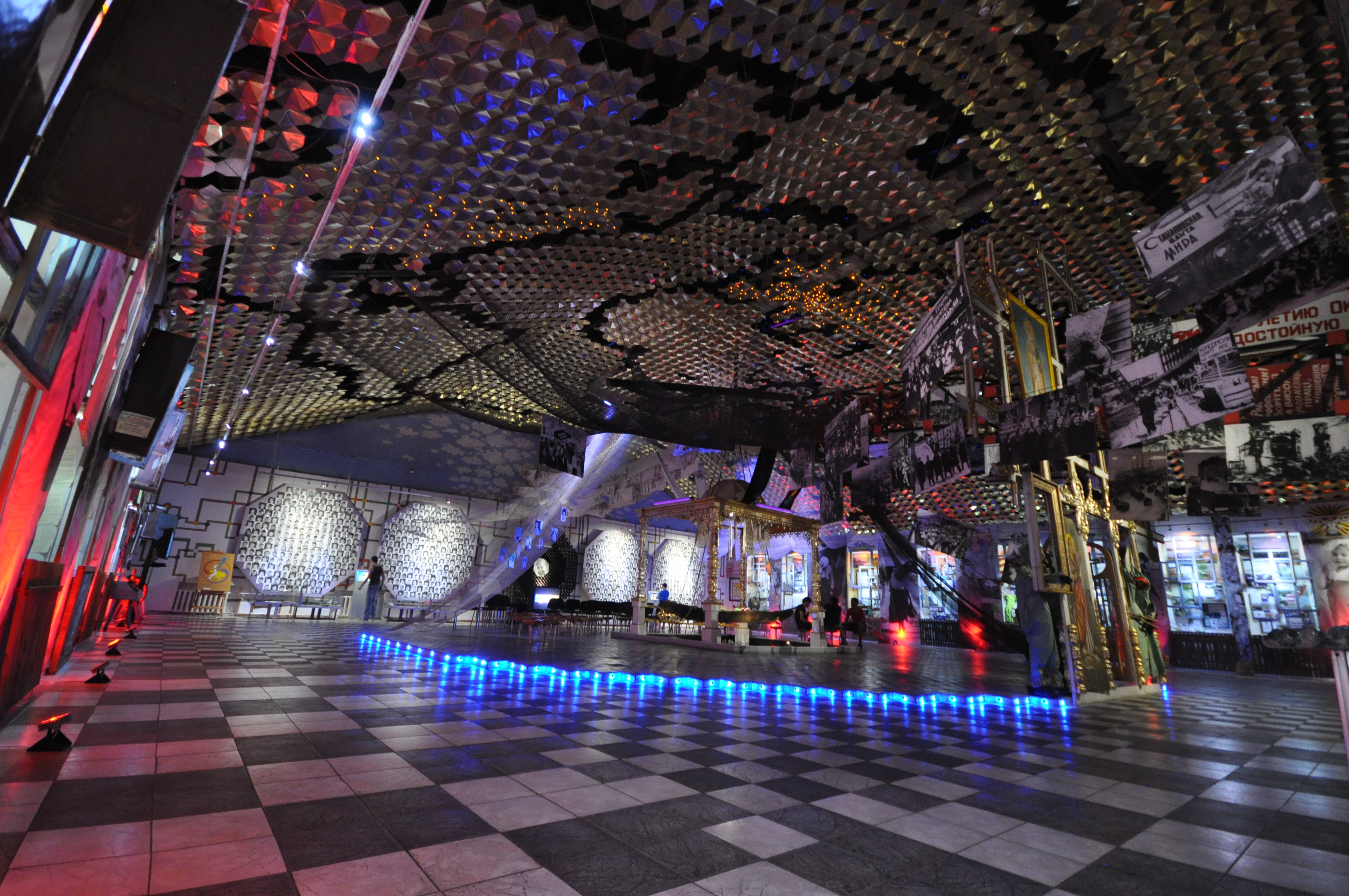
展示室内
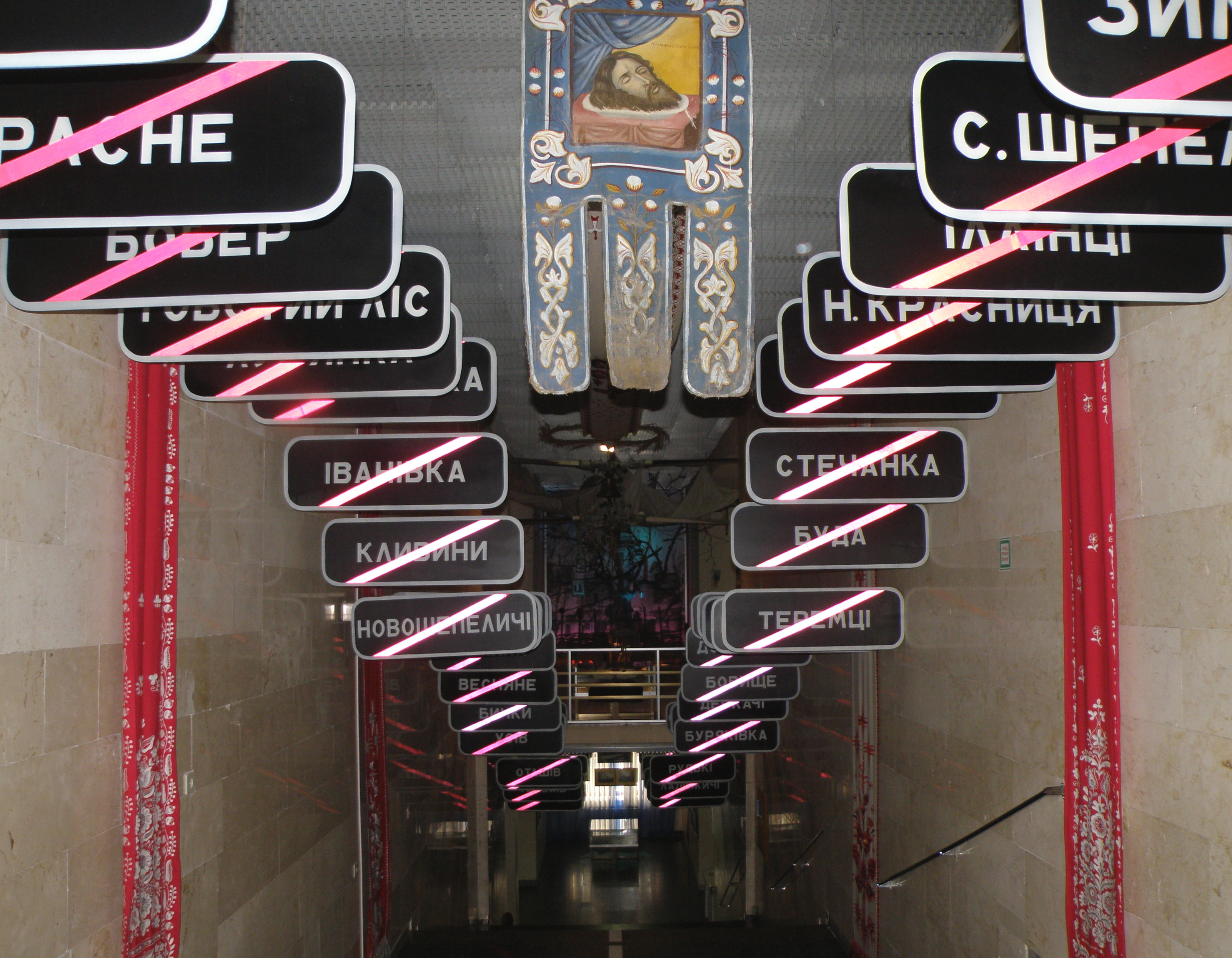
展示室通路-放棄された集落の名を記した標識
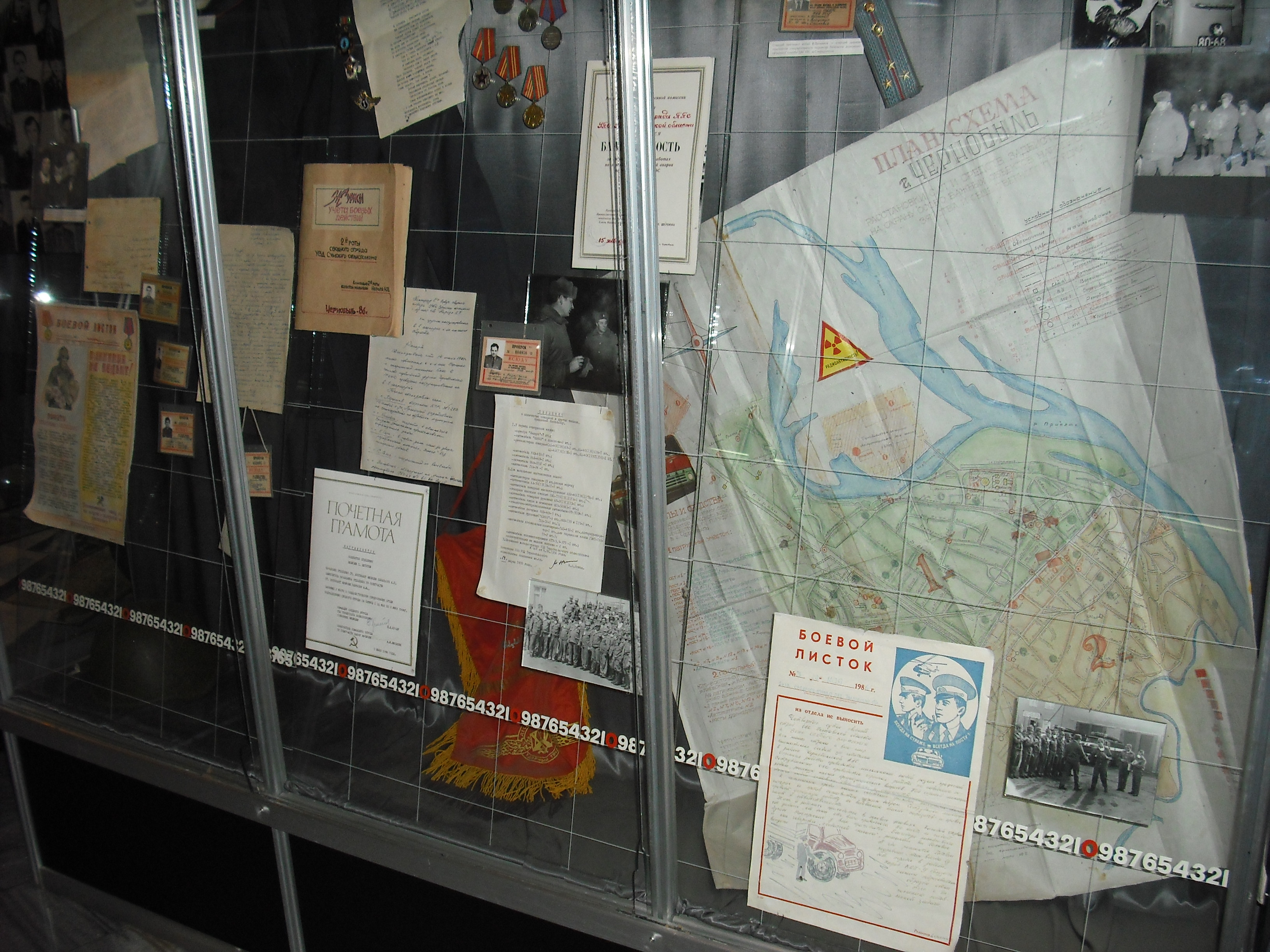
展示資料-
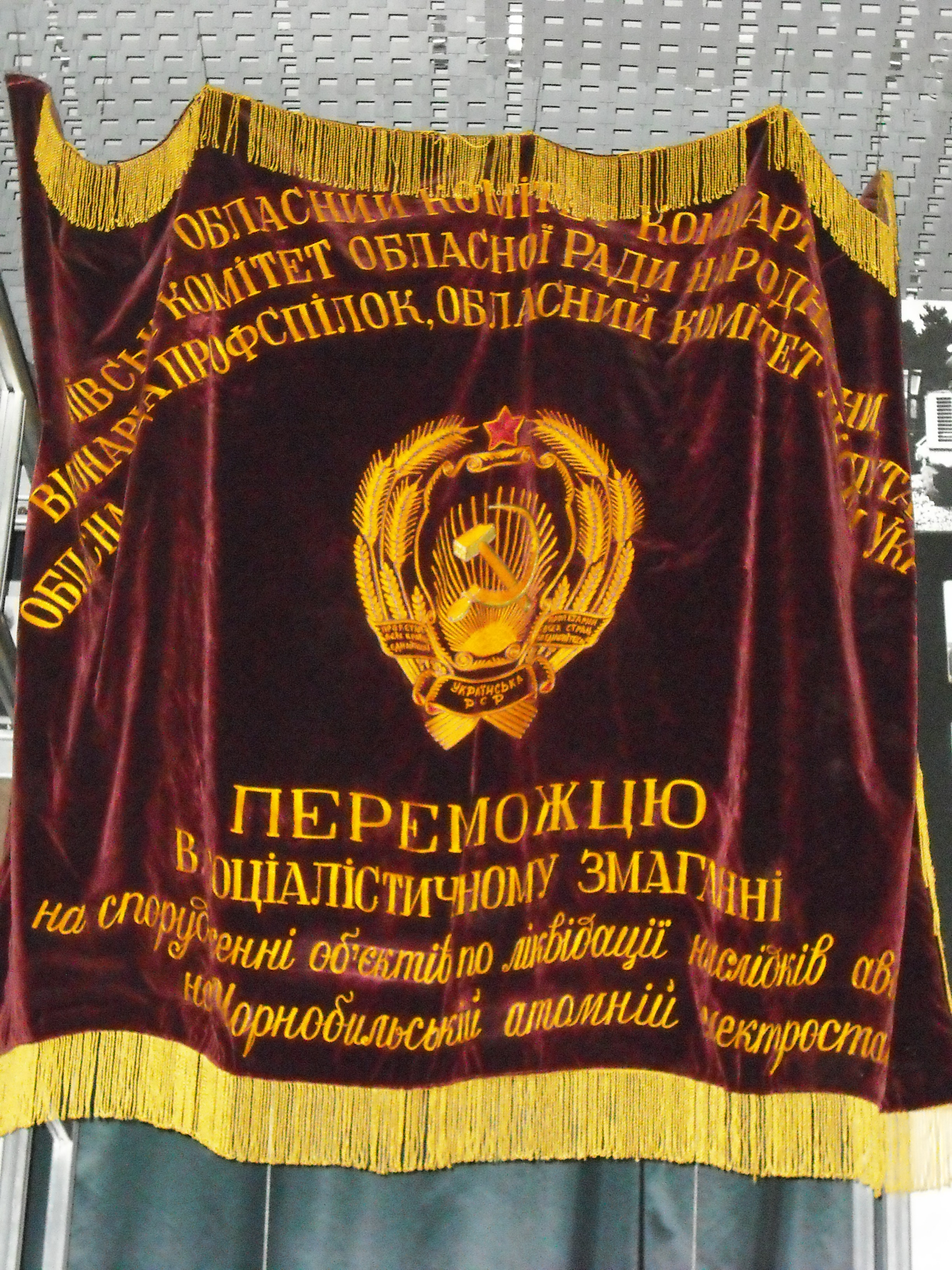
展示資料-
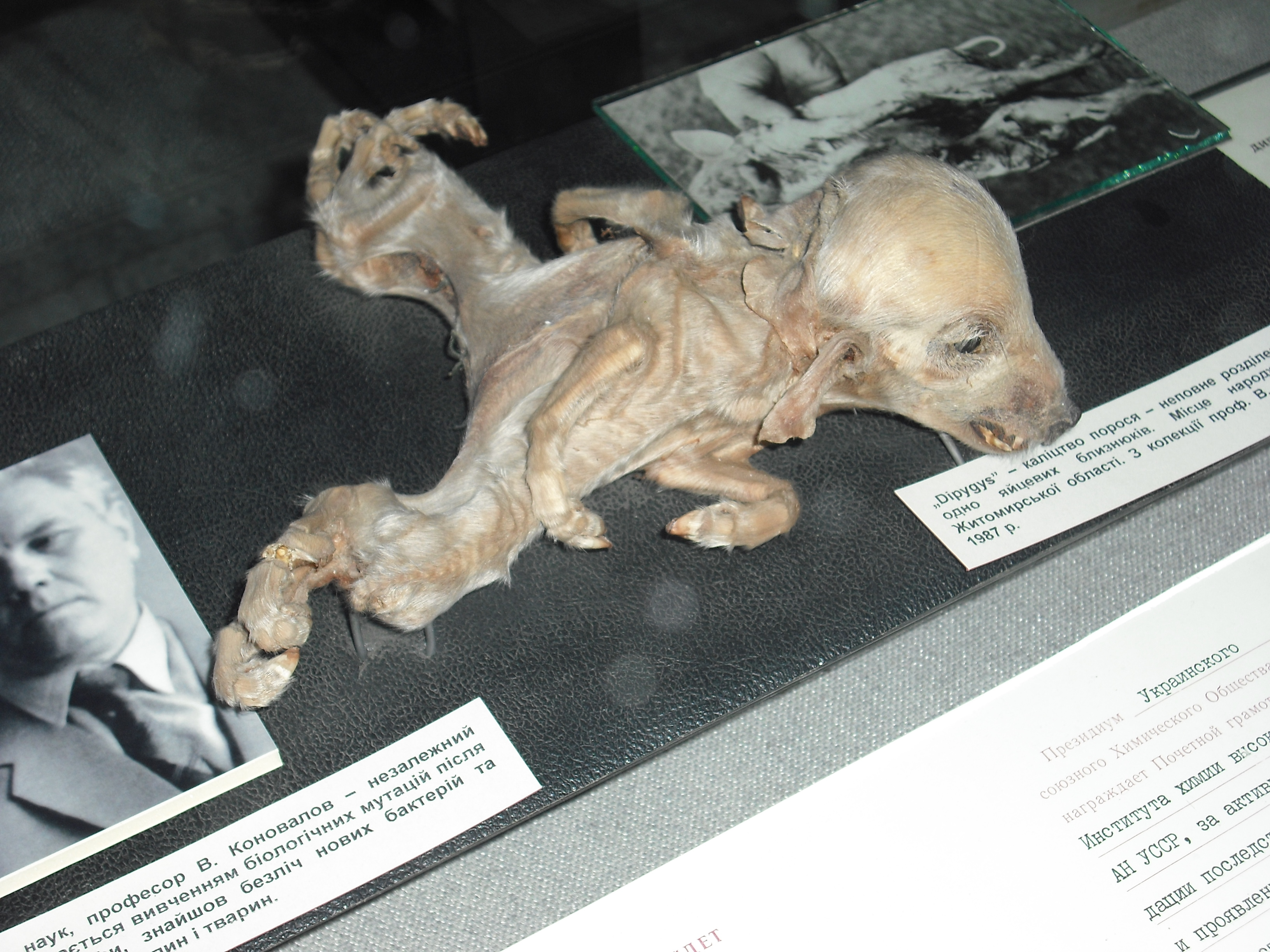
展示資料-後肢が2対あるイヌ
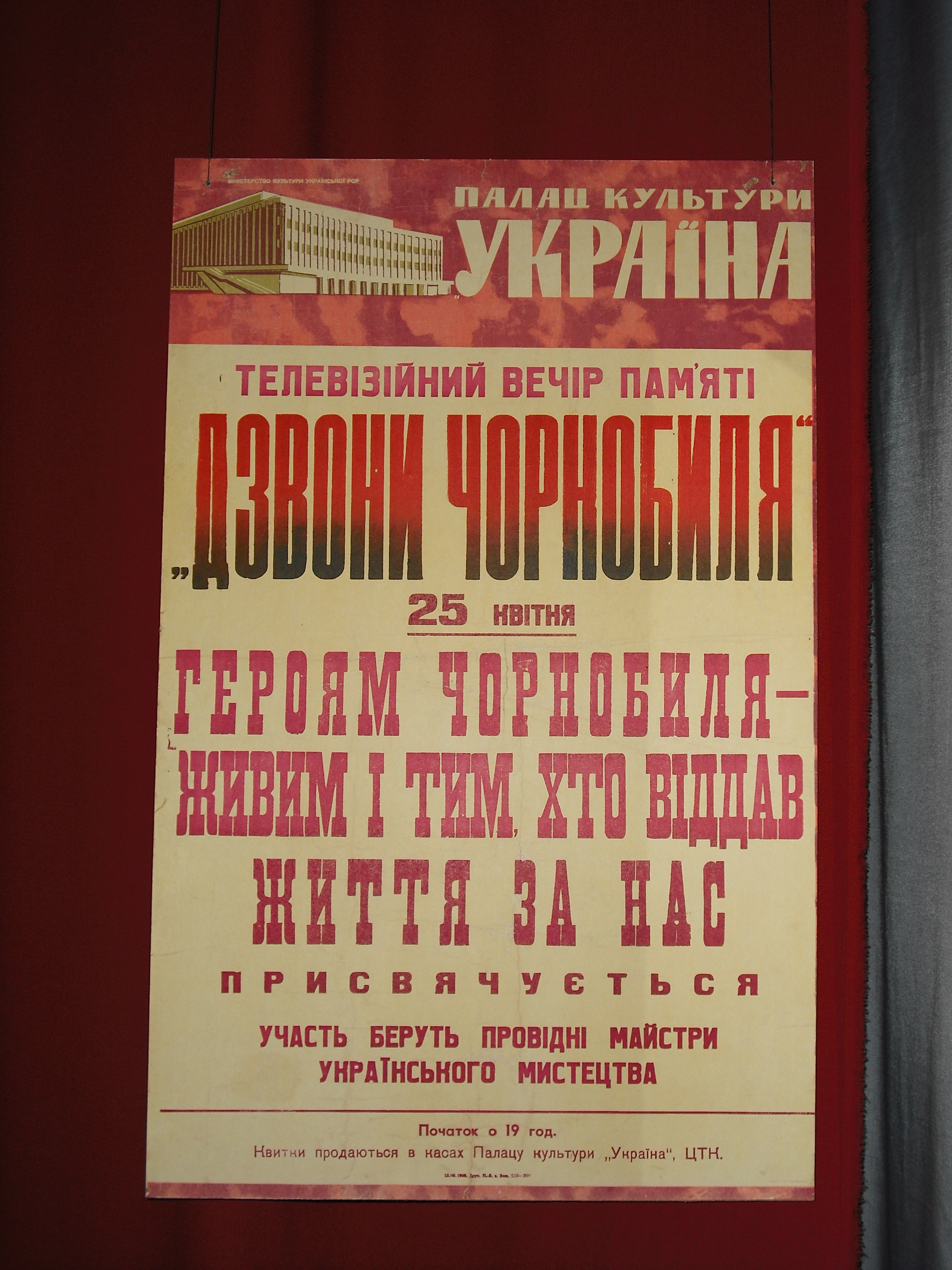
展示資料-
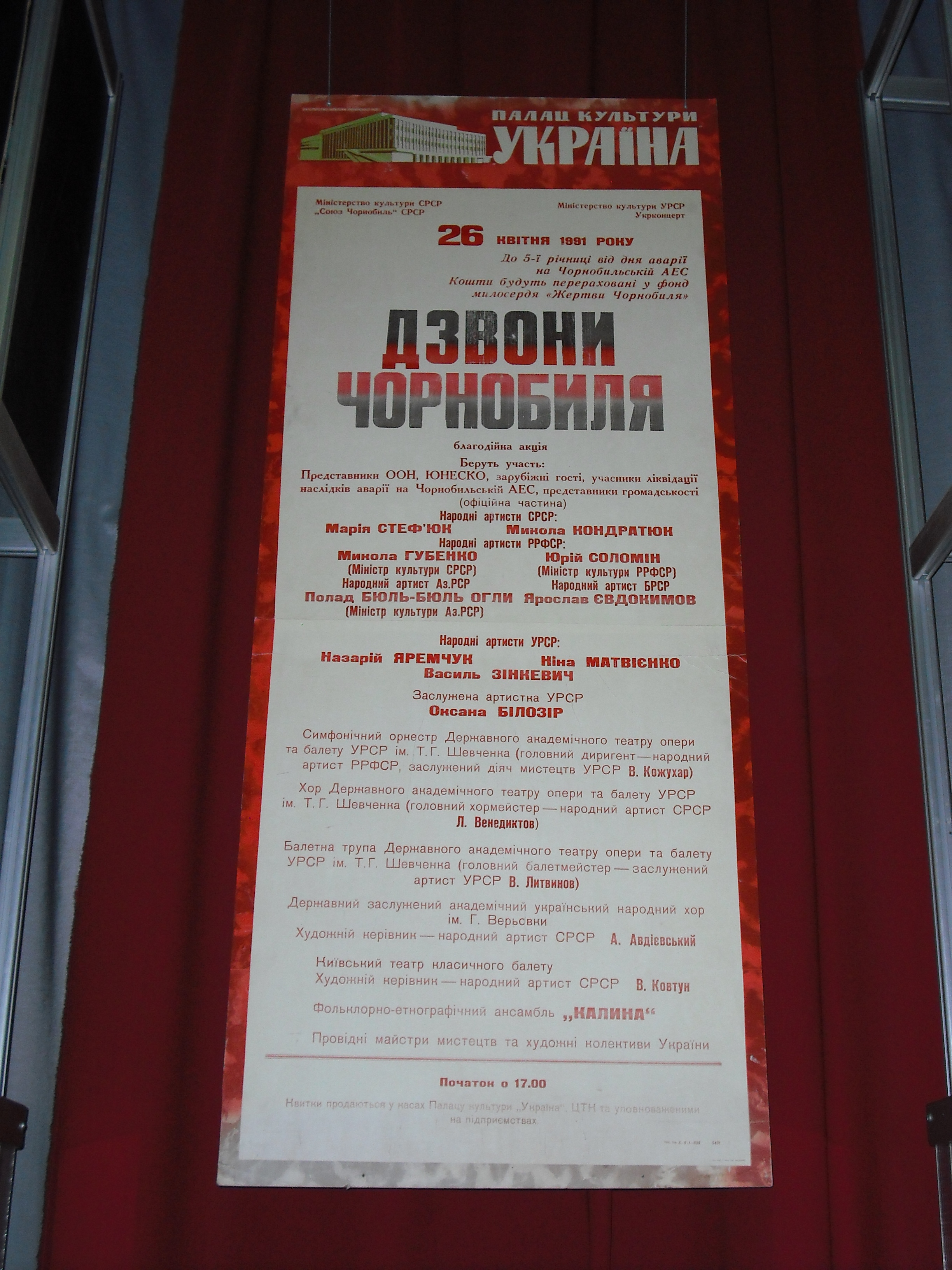
展示資料-
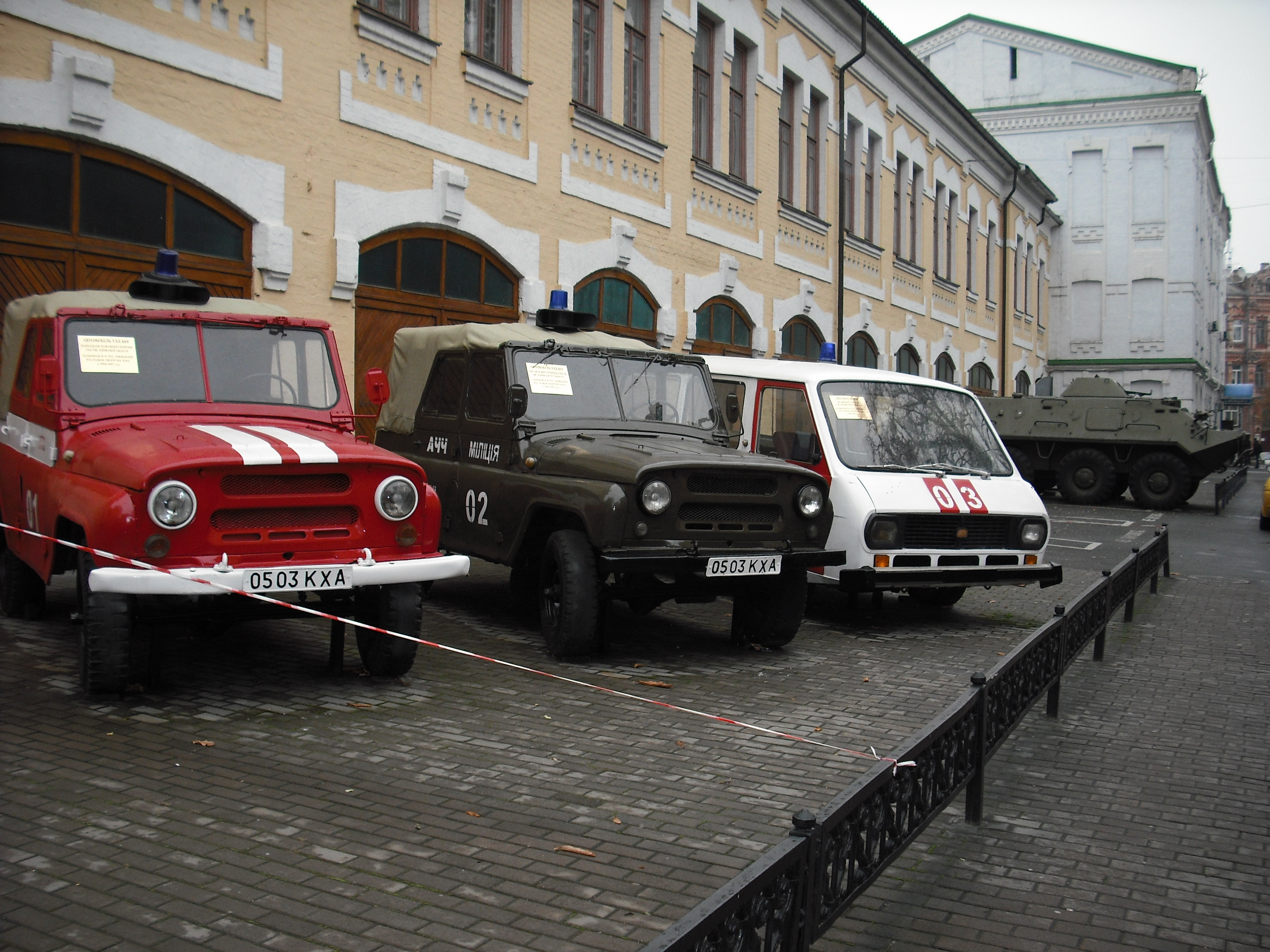
屋外展示-事故処理で用いられた車両
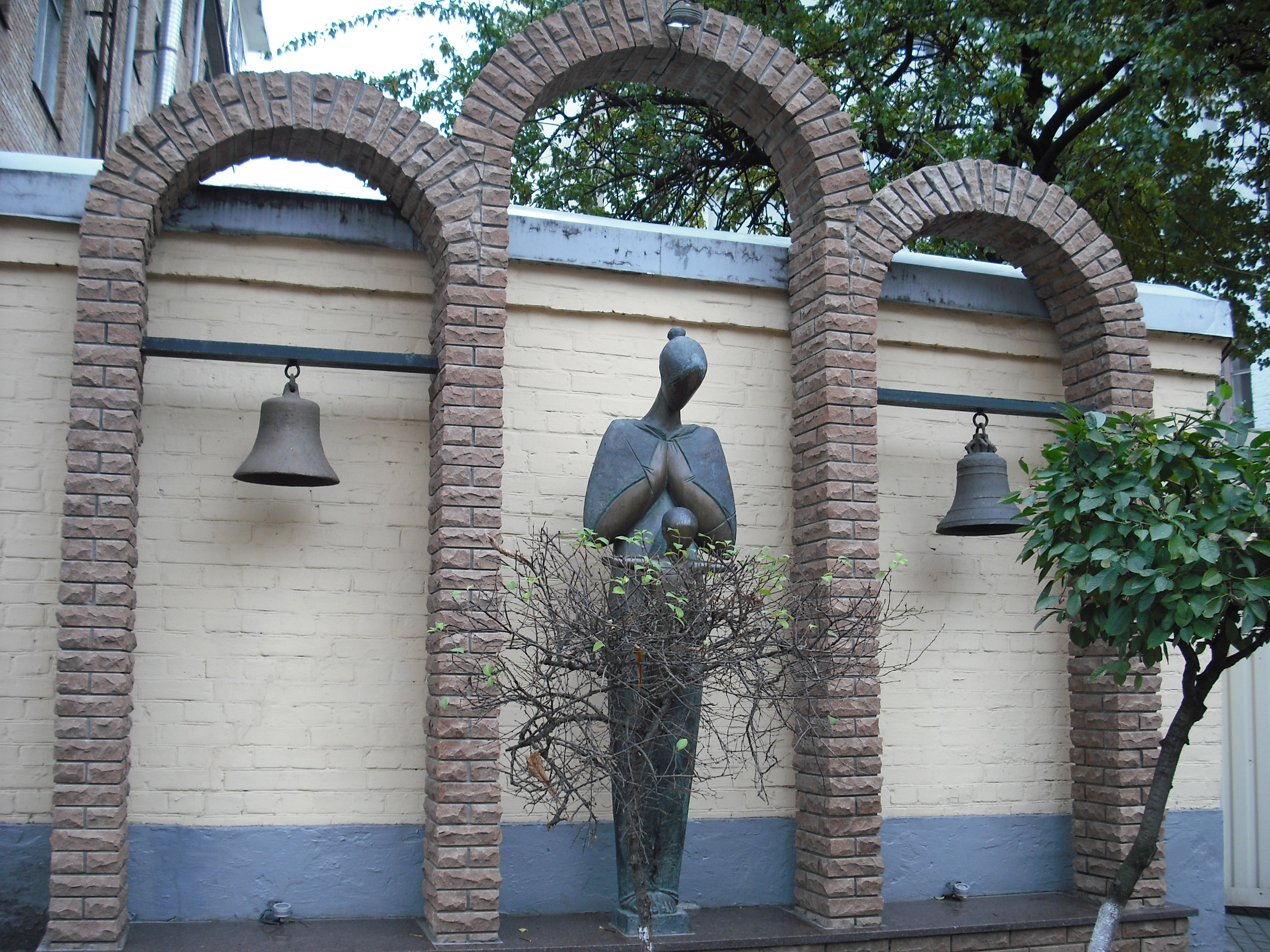
屋外展示-